# Escobar de Campos
Escobar de Campos – gmina w Hiszpanii, w prowincji León, w Kastylii i León, o powierzchni 17,14 km². W 2011 roku gmina liczyła 52 mieszkańców.